# Gianni Canova
Pour les articles homonymes, voir Canova.
Gian Battista « Gianni » Canova, né le 16 février 1954 à Castione della Presolana (Italie), est un critique de cinéma, scénariste de télévision, professeur d'université et essayiste italien.

## Biographie
Né à Castione della Presolana (province de Bergame), Gianni Canova est diplômé en lettres de l'Université de Milan,. En 1993, il fonde la revue cinématographique Duel (rebaptisée plus tard Duellanti), dont il est également rédacteur jusqu'en 2011. En 2012, il fonde le magazine 8 ½.
En tant que critique de cinéma, il a également collaboré avec des publications importantes telles que La Repubblica, Rolling Stone, Bianco e Nero, Il manifesto, Vogue, Sept, La Voce,. Il collabore également avec Sky Cinema, pour lequel il a créé le programme Il Cinemaniaco,.
Gianni Canova est professeur d'histoire du cinéma et de filmologie à l'Université libre des langues et de la communication (Université IULM) de Milan et, depuis 2018, il en est également le recteur. En 2024, il est nommé président du Comité scientifique de la Fondation Centro sperimentale di cinematografia.